# النزاعات الإقليمية لليابان

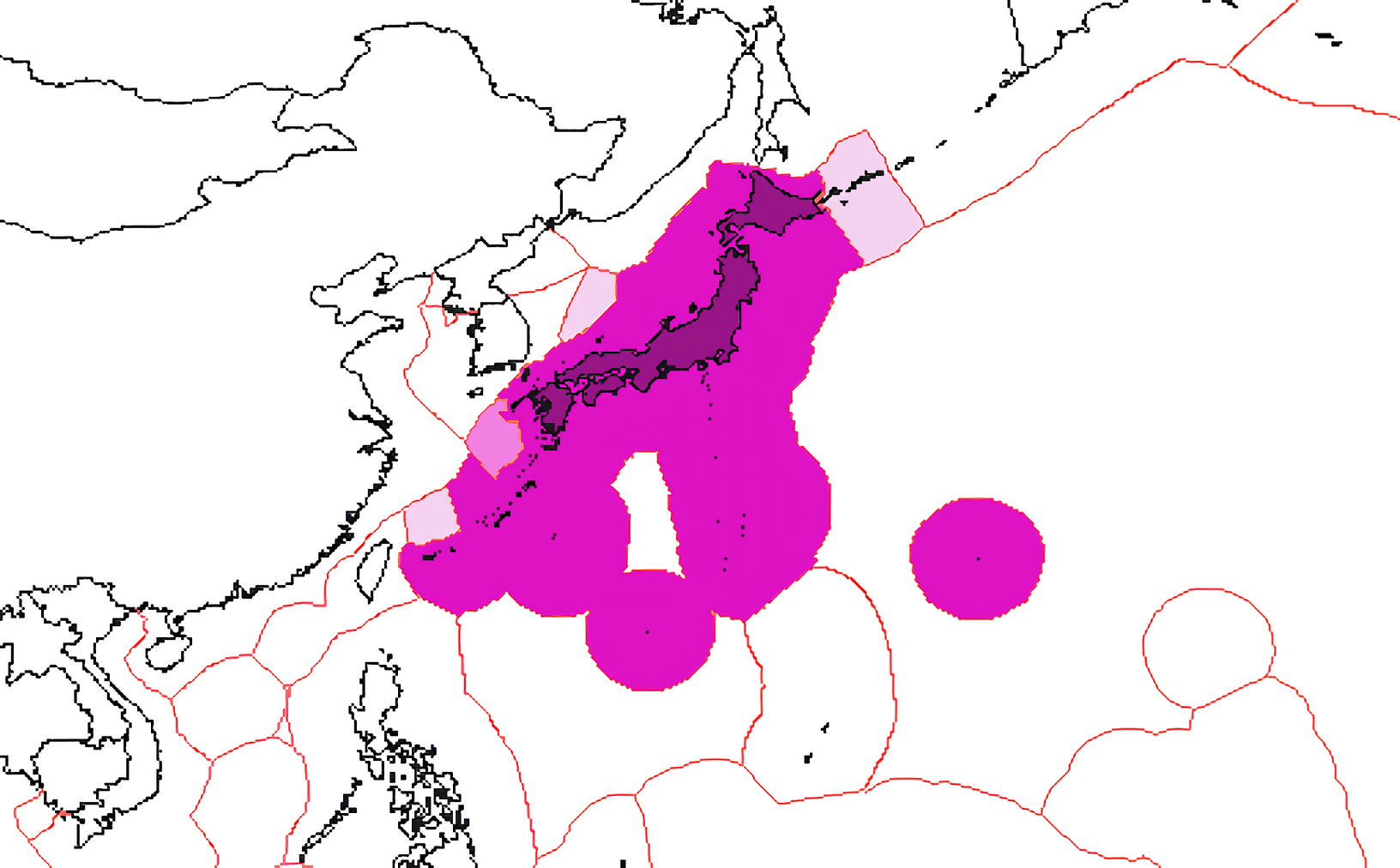
المنطقة الاقتصادية الخالصة لليابان. يتم تمييز المناطق المتنازع عليها بلون أفتح.

تشارك اليابان حاليا في العديد من النزاعات الإقليمية مع الدول المجاورة، بما في ذلك روسيا وكوريا الجنوبية وكوريا الشمالية وجمهورية الصين الشعبية وجمهورية الصين (تايوان).

## جزر الكوريل

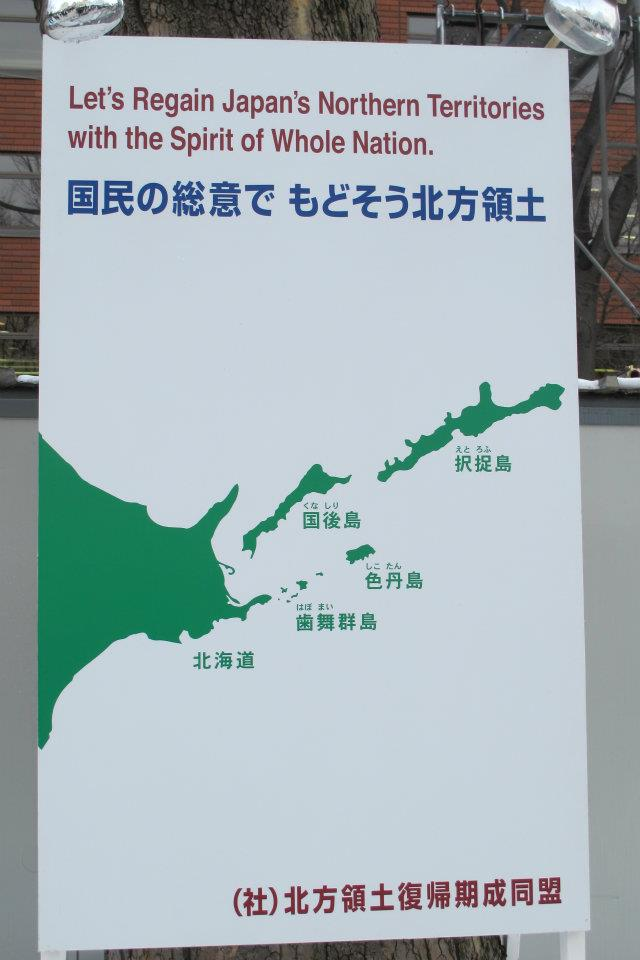
ملصق ياباني بشأن نزاع جزر الكوريل

جزر الكوريل هي أرخبيل يمتد من جزيرة هوكايدو اليابانية إلى شبه جزيرة كامتشاتكا الروسية. تغيرت ملكية جزر الكوريل وجزيرة سخالين القريبة عدة مرات منذ معاهدة شيمودا عام 1855 التي حددت لأول مرة الحدود بين الإمبراطورية الروسية وإمبراطورية اليابان؛ وبموجب هذه المعاهدة، تم ترسيم الحدود في جزر الكوريل على أنها الخط الفاصل بين إيتوروفو وأوروب.  أصبحت بقية جزر الكوريل تحت الحكم الياباني بعد معاهدة سانت بطرسبرغ عام 1875 ونهاية الحرب الروسية اليابانية عام 1905. ظلت الجزر تحت سيطرة اليابان حتى نهاية الحرب العالمية الثانية، عندما ضم الاتحاد السوفييتي الجزر نتيجة لعملية عسكرية جرت أثناء وبعد استسلام اليابان.  سقطت هذه المنطقة في يد روسيا بعد تفكك الاتحاد السوفييتي.
وعلى الرغم من الضم السوفييتي، لا تزال اليابان تطالب بالجزر الواقعة في أقصى الجنوب باعتبارها الأراضي الشمالية، والتي تتكون من جزر إيتوروب وكوناشير وشيكوتان وهابوماي.  ويستند هذا الادعاء إلى الغموض في العديد من الوثائق والتصريحات التي صدرت أثناء الحرب العالمية الثانية وبعدها. نصت اتفاقية يالطا، التي وقعتها الولايات المتحدة والمملكة المتحدة والاتحاد السوفييتي في فبراير 1945، على أنه في مقابل إعلان الحرب على اليابان، سيحصل الاتحاد السوفييتي على عدة أراضٍ، بما في ذلك جزر الكوريل.  ومع ذلك، فإن إعلان بوتسدام اللاحق، الذي نص على استسلام اليابان غير المشروط، لم يذكر جزر الكوريل، بل أشار بدلاً من ذلك إلى إعلان القاهرة لعام 1943 الصادر عن الولايات المتحدة والمملكة المتحدة والصين.  أجبرت معاهدة سان فرانسيسكو اللاحقة اليابان على التنازل عن مطالباتها بجزر الكوريل، ولكن بما أن الاتحاد السوفييتي رفض التوقيع على المعاهدة، فإن الولايات المتحدة لا تزال تعتبر جزر الكوريل أراضي يابانية تحت السيطرة الروسية.  بالإضافة إلى ذلك، تزعم اليابان أن الأقاليم الشمالية ليست جزءًا من جزر الكوريل وكانت رسميًا جزءًا من اليابان منذ معاهدة شيمودا حتى نهاية الحرب العالمية الثانية، وبالتالي يجب اعتبارها أراضي يابانية بموجب إعلان بوتسدام.   وردًا على ذلك، تزعم روسيا أن اتفاقية يالطا سمحت صراحةً بضم الأرخبيل بأكمله.  تزعم اليابان أن اتفاقية يالطا هي اتفاقية سرية بين الولايات المتحدة وبريطانيا والاتحاد السوفييتي، وأن اليابان، التي ليست طرفاً في الاتفاقية، لن تكون ملزمة بها. وبالإضافة إلى ذلك، تزعم الحكومة اليابانية أن ملكية جزر الكوريل وجنوب سخالين، التي تخلت عنها الحكومة اليابانية، غير محددة في معاهدة سان فرانسيسكو للسلام، ولم يوقع الاتحاد السوفييتي على المعاهدة، وبالتالي فهي غير محددة بموجب القانون الدولي.
كان النزاع على جزر الكوريل أحد الأسباب الرئيسية لعدم توقيع السوفييت على معاهدة سان فرانسيسكو، واستمرت حالة الحرب بين البلدين حتى الإعلان السوفيتي الياباني المشترك عام 1956، حيث وافقت اليابان على التنازل عن مطالباتها بإيتوروب وكوناشير مقابل إعادة السوفييت لجزر شيكوتان وهابوماي. ومع ذلك، بسبب التدخل الأمريكي، لم تتمكن المفاوضات التي أدت إلى الإعلان المشترك من حل النزاع، وحتى الآن، لم يتم توقيع معاهدة سلام رسمية بين اليابان وروسيا، الدولة الخلف للاتحاد السوفييتي.   وكررت الحكومة الروسية عرضها بتقسيم الأراضي المتنازع عليها، كما التقى زعماء البلدين عدة مرات لمناقشة حل النزاع.

## أوكينوتوريشيما
أوكينوتوريشيما هي جزيرة مرجانية غير مأهولة بالسكان في بحر الفلبين. اكتشفها المستكشفون الأوروبيون، ولم يطالب بها أحد حتى وصل اليابانيون إلى المنطقة في عام 1931، حيث أصبحت الجزيرة المرجانية أقصى نقطة جنوبية في اليابان.  تزعم اليابان أن جزيرة أوكينوتوريشيما هي جزيرة صغيرة، وبالتالي تطالب بمنطقة اقتصادية خالصة كبيرة حول الجزيرة بموجب اتفاقية الأمم المتحدة لقانون البحار. ومع ذلك، فقد طعنت الصين وتايوان وكوريا الجنوبية في هذا التصنيف، حيث زعموا أن جزيرة أوكينوتوريشيما لا تفي بمعايير اتفاقية الأمم المتحدة لقانون البحار للجزيرة التي تكون قادرة على دعم السكن البشري، وبالتالي لا يمكن لليابان المطالبة بمنطقة اقتصادية خالصة حول الجزيرة المرجانية ذات الموقع الاستراتيجي.   وللحفاظ على مطالبها، أنفقت اليابان أكثر من 600 مليون دولار أمريكي لبناء مراكز مراقبة ودعم الجزيرة المرجانية ضد التآكل والأضرار الناجمة عن الأعاصير، كما قامت أيضًا بزراعة المرجان في المنطقة في محاولة لتحويل الشعاب المرجانية ببطء إلى جزر. 

## جزر سينكاكو
جزر سينكاكو، المعروفة أيضًا باسم جزر دياويو في جمهورية الصين الشعبية وجزر تياويوتاي في جمهورية الصين (تايوان)، هي مجموعة من خمس جزر غير مأهولة تقع في بحر الصين الشرقي. ادعت إمبراطورية اليابان ملكيتها للجزر لأول مرة في عام 1895 أثناء الحرب الصينية اليابانية الأولى، ووضعت الجزر تحت إدارة أوكيناوا؛ وقد رفضت فرصة سابقة للقيام بذلك في عام 1885 خوفًا من إثارة صراع مع إمبراطورية تشينغ.  بعد نهاية الحرب العالمية الثانية، أصبحت جزر سينكاكو، إلى جانب بقية أوكيناوا، تحت إدارة الولايات المتحدة حتى عام 1972، عندما تم تسليمها مرة أخرى إلى اليابان بعد اتفاقية عودة أوكيناوا عام 1971. 
لم تكن جمهورية الصين الشعبية ولا جمهورية الصين تتنازع على الحكم الياباني والأمريكي لجزر سينكاكو حتى أوائل سبعينيات القرن العشرين، وربما يرجع ذلك إلى اكتشاف احتياطيات نفطية محتملة في المنطقة في عام 1968.  وتستند المطالبات الصينية على المعرفة والسيطرة على الجزر قبل اكتشافها من قبل اليابان في عام 1884 واستحواذ اليابان عليها خلال الحرب الصينية اليابانية الأولى، والتي أدت في النهاية إلى التنازل عن فورموزا القريبة والجزر المحيطة بها لليابان في معاهدة شيمونوسيكي؛ وتتضمن المطالبات الصينية جزر سينكاكو في هذه الصفقة، وبالتالي تشملها أيضًا في معاهدة سان فرانسيسكو في نهاية الحرب العالمية الثانية، والتي أعادت تايوان إلى الصين.  ينكر اليابانيون والأمريكيون هذه الادعاءات، ويؤكدون أنه لم يكن هناك أي دليل على وجود صيني على الجزر عندما طالبت بها اليابان في عام 1895، وأنها كانت مدرجة في إدارة جزر ريوكيو بعد الحرب العالمية الثانية دون أي اعتراضات من أي من الحكومتين الصينية.  شهدت جزر سينكاكو العديد من الحوادث بين الدول الثلاث التي تشكل محور النزاع منذ تسعينيات القرن العشرين.

## صخور ليانكورت
صخور ليانكورت، المعروفة باسم تاكيشيما في اليابانية ودوكدو أو توكتو في الكورية، هي مجموعة من جزيرتين صغيرتين وصخرتين في بحر اليابان. تم دمج الجزر لأول مرة من قبل إمبراطورية اليابان في عام 1905 أثناء الحرب الروسية اليابانية، مدعية أن الأرض كانت أرضًا بلا صاحب؛ أدى انتصار اليابان في الحرب إلى معاهدة اليابان وكوريا عام 1905، مما جعل الإمبراطورية الكورية محمية لليابان، وفي النهاية ضم كوريا بعد خمس سنوات بموجب معاهدة اليابان وكوريا عام 1910.  بعد نهاية الحرب العالمية الثانية ومعاهدة سان فرانسيسكو في عام 1951، اضطرت اليابان إلى التنازل عن مطالبها بكوريا، على الرغم من أن صخور ليانكورت لم يتم ذكرها على وجه التحديد في المسودة النهائية، وفي عام 1952 بدأت كوريا الجنوبية في تطوير الجزر بعد المطالبة بها كجزء من المنطقة الاقتصادية الخالصة التي يبلغ طولها 60 كيلومترًا في المياه المحيطة بالبلاد. 
احتجت اليابان على الوجود الكوري الجنوبي على صخور ليانكورت، مدعية أن هذه الصخور لم تكن ضمن الأراضي التي استسلمت لها اليابان في معاهدة سان فرانسيسكو. تعتمد المطالبات اليابانية والكورية بالجزر على وثائق تاريخية تشير إلى نشاط كل جانب في المنطقة؛ يزعم الكوريون أن الأماكن التاريخية مثل أوسان جوك (التي احتلتها شلا في عام 512)، وأوساندو، والجزر الأخرى المملوكة في أوقات مختلفة للممالك الكورية هي صخور ليانكورت، بينما يعزو اليابانيون هذه الإشارات إلى جزر أخرى مثل جوكدو أو أولونغدو ويشيرون بدلاً من ذلك إلى السجلات التي تشير إلى نشاط الصيد الياباني حول الجزر من عام 1667 على أبعد تقدير. 
وتزعم كوريا الشمالية أيضًا ملكيتها لصخور ليانكورت، كما تزعم كل من الدولتين الكوريتين ملكيتها لشبه الجزيرة الكورية بأكملها وغيرها من الأراضي الكورية التاريخية. استخدمت كوريا الشمالية هذه القضية كوسيلة للحفاظ على التوتر بين اليابان وكوريا الجنوبية وتحسين علاقاتها مع كوريا الجنوبية. 